# García Frontín I
García Frontín I (?-1218?), va ser conseller reial de Pere II d'Aragó, conseller de la procuradoria durant la minoria d'edat de Jaume I d'Aragó i bisbe de Tarassona. Acompanyà al rei Pere II d'Aragó a la batalla de Las Navas de Tolosa